# Bresme
Die Bresme ist ein Fluss in Frankreich, der im Département Indre-et-Loire in der Region Centre-Val de Loire verläuft. Sie entspringt im nordwestlichen Gemeindegebiet von Semblançay, entwässert generell Richtung Südsüdwest und mündet nach rund 27 Kilometern an der Gemeindegrenze von Saint-Étienne-de-Chigny und Cinq-Mars-la-Pile als rechter Nebenfluss in die Loire. In ihrem Unterlauf fließt die Bresme etwa die letzten vier Kilometer parallel zur Loire, bevor sie in diese einmündet.

## Orte am Fluss
(Reihenfolge in Fließrichtung)
- Le Plessis de la Gagnerie, Gemeinde Semblançay
- La Rainerie, Gemeinde Semblançay
- La Tonnerie, Gemeinde Sonzay
- La Grande Chaume, Gemeinde Ambillou
- La Boiderie, Gemeinde Pernay
- Pernay
- La Filonière, Gemeinde Luynes
- Beauvois, Gemeinde Saint-Étienne-de-Chigny
- Vallée de Vaugareau, Gemeinde Luynes
- Le Vieux Bourg, Gemeinde Saint-Étienne-de-Chigny
- Pont de Bresme, Gemeinde Saint-Étienne-de-Chigny
- Le Ponceau, Gemeinde Cinq-Mars-la-Pile